# Kałęczyn (powiat grodziski)
Kałęczyn – wieś sołecka w Polsce położona w województwie mazowieckim, w powiecie grodziskim, w gminie Grodzisk Mazowiecki.
W latach 1975–1998 miejscowość należała administracyjnie do województwa warszawskiego.